# 1737
Portal Geschichte | Portal Biografien | Aktuelle Ereignisse | Jahreskalender | Tagesartikel

◄ |
17. Jahrhundert |
18. Jahrhundert
| 19. Jahrhundert | ►

◄ |
1700er |
1710er |
1720er |
1730er
| 1740er | 1750er | 1760er | ►

◄◄ |
◄ |
1733 |
1734 |
1735 |
1736 |
1737
| 1738 | 1739 | 1740 | 1741 | ► | ►►
Staatsoberhäupter  · Nekrolog   · Musikjahr
| Januar | Januar | Januar | Januar | Januar | Januar | Januar | Januar |
| Kw     | Mo     | Di     | Mi     | Do     | Fr     | Sa     | So     |
| 1      |        | 1      | 2      | 3      | 4      | 5      | 6      |
| 2      | 7      | 8      | 9      | 10     | 11     | 12     | 13     |
| 3      | 14     | 15     | 16     | 17     | 18     | 19     | 20     |
| 4      | 21     | 22     | 23     | 24     | 25     | 26     | 27     |
| 5      | 28     | 29     | 30     | 31     |        |        |        |
| ------ | ------ | ------ | ------ | ------ | ------ | ------ | ------ |

| Februar | Februar | Februar | Februar | Februar | Februar | Februar | Februar |
| Kw      | Mo      | Di      | Mi      | Do      | Fr      | Sa      | So      |
| 5       |         |         |         |         | 1       | 2       | 3       |
| 6       | 4       | 5       | 6       | 7       | 8       | 9       | 10      |
| 7       | 11      | 12      | 13      | 14      | 15      | 16      | 17      |
| 8       | 18      | 19      | 20      | 21      | 22      | 23      | 24      |
| 9       | 25      | 26      | 27      | 28      |         |         |         |
| ------- | ------- | ------- | ------- | ------- | ------- | ------- | ------- |

| März | März | März | März | März | März | März | März |
| Kw   | Mo   | Di   | Mi   | Do   | Fr   | Sa   | So   |
| 9    |      |      |      |      | 1    | 2    | 3    |
| 10   | 4    | 5    | 6    | 7    | 8    | 9    | 10   |
| 11   | 11   | 12   | 13   | 14   | 15   | 16   | 17   |
| 12   | 18   | 19   | 20   | 21   | 22   | 23   | 24   |
| 13   | 25   | 26   | 27   | 28   | 29   | 30   | 31   |
| ---- | ---- | ---- | ---- | ---- | ---- | ---- | ---- |

| April | April | April | April | April | April | April | April |
| Kw    | Mo    | Di    | Mi    | Do    | Fr    | Sa    | So    |
| 14    | 1     | 2     | 3     | 4     | 5     | 6     | 7     |
| 15    | 8     | 9     | 10    | 11    | 12    | 13    | 14    |
| 16    | 15    | 16    | 17    | 18    | 19    | 20    | 21    |
| 17    | 22    | 23    | 24    | 25    | 26    | 27    | 28    |
| 18    | 29    | 30    |       |       |       |       |       |
| ----- | ----- | ----- | ----- | ----- | ----- | ----- | ----- |

| Mai | Mai | Mai | Mai | Mai | Mai | Mai | Mai |
| Kw  | Mo  | Di  | Mi  | Do  | Fr  | Sa  | So  |
| 18  |     |     | 1   | 2   | 3   | 4   | 5   |
| 19  | 6   | 7   | 8   | 9   | 10  | 11  | 12  |
| 20  | 13  | 14  | 15  | 16  | 17  | 18  | 19  |
| 21  | 20  | 21  | 22  | 23  | 24  | 25  | 26  |
| 22  | 27  | 28  | 29  | 30  | 31  |     |     |
| --- | --- | --- | --- | --- | --- | --- | --- |

| Juni | Juni | Juni | Juni | Juni | Juni | Juni | Juni |
| Kw   | Mo   | Di   | Mi   | Do   | Fr   | Sa   | So   |
| 22   |      |      |      |      |      | 1    | 2    |
| 23   | 3    | 4    | 5    | 6    | 7    | 8    | 9    |
| 24   | 10   | 11   | 12   | 13   | 14   | 15   | 16   |
| 25   | 17   | 18   | 19   | 20   | 21   | 22   | 23   |
| 26   | 24   | 25   | 26   | 27   | 28   | 29   | 30   |
| ---- | ---- | ---- | ---- | ---- | ---- | ---- | ---- |

| Juli | Juli | Juli | Juli | Juli | Juli | Juli | Juli |
| Kw   | Mo   | Di   | Mi   | Do   | Fr   | Sa   | So   |
| 27   | 1    | 2    | 3    | 4    | 5    | 6    | 7    |
| 28   | 8    | 9    | 10   | 11   | 12   | 13   | 14   |
| 29   | 15   | 16   | 17   | 18   | 19   | 20   | 21   |
| 30   | 22   | 23   | 24   | 25   | 26   | 27   | 28   |
| 31   | 29   | 30   | 31   |      |      |      |      |
| ---- | ---- | ---- | ---- | ---- | ---- | ---- | ---- |

| August | August | August | August | August | August | August | August |
| Kw     | Mo     | Di     | Mi     | Do     | Fr     | Sa     | So     |
| 31     |        |        |        | 1      | 2      | 3      | 4      |
| 32     | 5      | 6      | 7      | 8      | 9      | 10     | 11     |
| 33     | 12     | 13     | 14     | 15     | 16     | 17     | 18     |
| 34     | 19     | 20     | 21     | 22     | 23     | 24     | 25     |
| 35     | 26     | 27     | 28     | 29     | 30     | 31     |        |
| ------ | ------ | ------ | ------ | ------ | ------ | ------ | ------ |

| September | September | September | September | September | September | September | September |
| Kw        | Mo        | Di        | Mi        | Do        | Fr        | Sa        | So        |
| 35        |           |           |           |           |           |           | 1         |
| 36        | 2         | 3         | 4         | 5         | 6         | 7         | 8         |
| 37        | 9         | 10        | 11        | 12        | 13        | 14        | 15        |
| 38        | 16        | 17        | 18        | 19        | 20        | 21        | 22        |
| 39        | 23        | 24        | 25        | 26        | 27        | 28        | 29        |
| 40        | 30        |           |           |           |           |           |           |
| --------- | --------- | --------- | --------- | --------- | --------- | --------- | --------- |

| Oktober | Oktober | Oktober | Oktober | Oktober | Oktober | Oktober | Oktober |
| Kw      | Mo      | Di      | Mi      | Do      | Fr      | Sa      | So      |
| 40      |         | 1       | 2       | 3       | 4       | 5       | 6       |
| 41      | 7       | 8       | 9       | 10      | 11      | 12      | 13      |
| 42      | 14      | 15      | 16      | 17      | 18      | 19      | 20      |
| 43      | 21      | 22      | 23      | 24      | 25      | 26      | 27      |
| 44      | 28      | 29      | 30      | 31      |         |         |         |
| ------- | ------- | ------- | ------- | ------- | ------- | ------- | ------- |

| November | November | November | November | November | November | November | November |
| Kw       | Mo       | Di       | Mi       | Do       | Fr       | Sa       | So       |
| 44       |          |          |          |          | 1        | 2        | 3        |
| 45       | 4        | 5        | 6        | 7        | 8        | 9        | 10       |
| 46       | 11       | 12       | 13       | 14       | 15       | 16       | 17       |
| 47       | 18       | 19       | 20       | 21       | 22       | 23       | 24       |
| 48       | 25       | 26       | 27       | 28       | 29       | 30       |          |
| -------- | -------- | -------- | -------- | -------- | -------- | -------- | -------- |

| Dezember | Dezember | Dezember | Dezember | Dezember | Dezember | Dezember | Dezember |
| Kw       | Mo       | Di       | Mi       | Do       | Fr       | Sa       | So       |
| 48       |          |          |          |          |          |          | 1        |
| 49       | 2        | 3        | 4        | 5        | 6        | 7        | 8        |
| 50       | 9        | 10       | 11       | 12       | 13       | 14       | 15       |
| 51       | 16       | 17       | 18       | 19       | 20       | 21       | 22       |
| 52       | 23       | 24       | 25       | 26       | 27       | 28       | 29       |
| 1        | 30       | 31       |          |          |          |          |          |
| -------- | -------- | -------- | -------- | -------- | -------- | -------- | -------- |

| Januar | Januar | Januar | Januar | Januar | Januar | Januar | Januar |
| Kw     | Mo     | Di     | Mi     | Do     | Fr     | Sa     | So     |
| 1      |        | 1      | 2      | 3      | 4      | 5      | 6      |
| 2      | 7      | 8      | 9      | 10     | 11     | 12     | 13     |
| 3      | 14     | 15     | 16     | 17     | 18     | 19     | 20     |
| 4      | 21     | 22     | 23     | 24     | 25     | 26     | 27     |
| 5      | 28     | 29     | 30     | 31     |        |        |        |
| ------ | ------ | ------ | ------ | ------ | ------ | ------ | ------ |

| Februar | Februar | Februar | Februar | Februar | Februar | Februar | Februar |
| Kw      | Mo      | Di      | Mi      | Do      | Fr      | Sa      | So      |
| 5       |         |         |         |         | 1       | 2       | 3       |
| 6       | 4       | 5       | 6       | 7       | 8       | 9       | 10      |
| 7       | 11      | 12      | 13      | 14      | 15      | 16      | 17      |
| 8       | 18      | 19      | 20      | 21      | 22      | 23      | 24      |
| 9       | 25      | 26      | 27      | 28      |         |         |         |
| ------- | ------- | ------- | ------- | ------- | ------- | ------- | ------- |

| März | März | März | März | März | März | März | März |
| Kw   | Mo   | Di   | Mi   | Do   | Fr   | Sa   | So   |
| 9    |      |      |      |      | 1    | 2    | 3    |
| 10   | 4    | 5    | 6    | 7    | 8    | 9    | 10   |
| 11   | 11   | 12   | 13   | 14   | 15   | 16   | 17   |
| 12   | 18   | 19   | 20   | 21   | 22   | 23   | 24   |
| 13   | 25   | 26   | 27   | 28   | 29   | 30   | 31   |
| ---- | ---- | ---- | ---- | ---- | ---- | ---- | ---- |

| April | April | April | April | April | April | April | April |
| Kw    | Mo    | Di    | Mi    | Do    | Fr    | Sa    | So    |
| 14    | 1     | 2     | 3     | 4     | 5     | 6     | 7     |
| 15    | 8     | 9     | 10    | 11    | 12    | 13    | 14    |
| 16    | 15    | 16    | 17    | 18    | 19    | 20    | 21    |
| 17    | 22    | 23    | 24    | 25    | 26    | 27    | 28    |
| 18    | 29    | 30    |       |       |       |       |       |
| ----- | ----- | ----- | ----- | ----- | ----- | ----- | ----- |

| Mai | Mai | Mai | Mai | Mai | Mai | Mai | Mai |
| Kw  | Mo  | Di  | Mi  | Do  | Fr  | Sa  | So  |
| 18  |     |     | 1   | 2   | 3   | 4   | 5   |
| 19  | 6   | 7   | 8   | 9   | 10  | 11  | 12  |
| 20  | 13  | 14  | 15  | 16  | 17  | 18  | 19  |
| 21  | 20  | 21  | 22  | 23  | 24  | 25  | 26  |
| 22  | 27  | 28  | 29  | 30  | 31  |     |     |
| --- | --- | --- | --- | --- | --- | --- | --- |

| Juni | Juni | Juni | Juni | Juni | Juni | Juni | Juni |
| Kw   | Mo   | Di   | Mi   | Do   | Fr   | Sa   | So   |
| 22   |      |      |      |      |      | 1    | 2    |
| 23   | 3    | 4    | 5    | 6    | 7    | 8    | 9    |
| 24   | 10   | 11   | 12   | 13   | 14   | 15   | 16   |
| 25   | 17   | 18   | 19   | 20   | 21   | 22   | 23   |
| 26   | 24   | 25   | 26   | 27   | 28   | 29   | 30   |
| ---- | ---- | ---- | ---- | ---- | ---- | ---- | ---- |

| Juli | Juli | Juli | Juli | Juli | Juli | Juli | Juli |
| Kw   | Mo   | Di   | Mi   | Do   | Fr   | Sa   | So   |
| 27   | 1    | 2    | 3    | 4    | 5    | 6    | 7    |
| 28   | 8    | 9    | 10   | 11   | 12   | 13   | 14   |
| 29   | 15   | 16   | 17   | 18   | 19   | 20   | 21   |
| 30   | 22   | 23   | 24   | 25   | 26   | 27   | 28   |
| 31   | 29   | 30   | 31   |      |      |      |      |
| ---- | ---- | ---- | ---- | ---- | ---- | ---- | ---- |

| August | August | August | August | August | August | August | August |
| Kw     | Mo     | Di     | Mi     | Do     | Fr     | Sa     | So     |
| 31     |        |        |        | 1      | 2      | 3      | 4      |
| 32     | 5      | 6      | 7      | 8      | 9      | 10     | 11     |
| 33     | 12     | 13     | 14     | 15     | 16     | 17     | 18     |
| 34     | 19     | 20     | 21     | 22     | 23     | 24     | 25     |
| 35     | 26     | 27     | 28     | 29     | 30     | 31     |        |
| ------ | ------ | ------ | ------ | ------ | ------ | ------ | ------ |

| September | September | September | September | September | September | September | September |
| Kw        | Mo        | Di        | Mi        | Do        | Fr        | Sa        | So        |
| 35        |           |           |           |           |           |           | 1         |
| 36        | 2         | 3         | 4         | 5         | 6         | 7         | 8         |
| 37        | 9         | 10        | 11        | 12        | 13        | 14        | 15        |
| 38        | 16        | 17        | 18        | 19        | 20        | 21        | 22        |
| 39        | 23        | 24        | 25        | 26        | 27        | 28        | 29        |
| 40        | 30        |           |           |           |           |           |           |
| --------- | --------- | --------- | --------- | --------- | --------- | --------- | --------- |

| Oktober | Oktober | Oktober | Oktober | Oktober | Oktober | Oktober | Oktober |
| Kw      | Mo      | Di      | Mi      | Do      | Fr      | Sa      | So      |
| 40      |         | 1       | 2       | 3       | 4       | 5       | 6       |
| 41      | 7       | 8       | 9       | 10      | 11      | 12      | 13      |
| 42      | 14      | 15      | 16      | 17      | 18      | 19      | 20      |
| 43      | 21      | 22      | 23      | 24      | 25      | 26      | 27      |
| 44      | 28      | 29      | 30      | 31      |         |         |         |
| ------- | ------- | ------- | ------- | ------- | ------- | ------- | ------- |

| November | November | November | November | November | November | November | November |
| Kw       | Mo       | Di       | Mi       | Do       | Fr       | Sa       | So       |
| 44       |          |          |          |          | 1        | 2        | 3        |
| 45       | 4        | 5        | 6        | 7        | 8        | 9        | 10       |
| 46       | 11       | 12       | 13       | 14       | 15       | 16       | 17       |
| 47       | 18       | 19       | 20       | 21       | 22       | 23       | 24       |
| 48       | 25       | 26       | 27       | 28       | 29       | 30       |          |
| -------- | -------- | -------- | -------- | -------- | -------- | -------- | -------- |

| Dezember | Dezember | Dezember | Dezember | Dezember | Dezember | Dezember | Dezember |
| Kw       | Mo       | Di       | Mi       | Do       | Fr       | Sa       | So       |
| 48       |          |          |          |          |          |          | 1        |
| 49       | 2        | 3        | 4        | 5        | 6        | 7        | 8        |
| 50       | 9        | 10       | 11       | 12       | 13       | 14       | 15       |
| 51       | 16       | 17       | 18       | 19       | 20       | 21       | 22       |
| 52       | 23       | 24       | 25       | 26       | 27       | 28       | 29       |
| 1        | 30       | 31       |          |          |          |          |          |
| -------- | -------- | -------- | -------- | -------- | -------- | -------- | -------- |

## Ereignisse

### Politik und Weltgeschehen

#### Russisch-Österreichischer Türkenkrieg
- April: Die russische Armee unter dem Befehl von Feldmarschall Burkhard Christoph von Münnich überschreitet im Russisch-Österreichischen Türkenkrieg den Dnepr.
- 10. Juli: Die russische Armee erobert die Festung Otschakow von den Osmanen.
- 12. Juli: Kaiserliche Truppen unter dem Befehl von Franz Stephan von Lothringen überschreiten die Grenze des Osmanischen Reiches.
- 4. August: Truppen unter Joseph Friedrich von Sachsen-Hildburghausen müssen sich über die Save zurückziehen, nachdem sie während der Belagerung von Banja Luka von einem übermächtigen osmanischen Entsatzheer geschlagen worden sind.
- August: Kaiserliche Truppen unter der Führung von Friedrich Heinrich von Seckendorff besetzen die Stadt Nisch, Georg Olivier von Wallis besetzt einen Teil der Walachei.
- August: Ludwig Andreas von Khevenhüller scheitert beim Versuch der Einnahme von Widin.
- August/September: Die kaiserliche Armee muss sich schrittweise immer weiter zurückziehen.
- 28. September: Die Truppen von Ludwig Andreas von Khevenhüller unterliegen einem osmanischen Heer in der Schlacht bei Radojevatz.
- Die kaiserlichen Truppen ziehen sich trotz kleinerer Erfolge bis zum Jahresende aus Serbien zurück, weil die Nachschublinien nach den Rückzügen einzelner Truppenteile nicht mehr intakt sind.

#### Polnischer Thronfolgekrieg
- 1. Mai: In Wien wird der Definitivfriede zur Beendigung des Polnischen Thronfolgekrieges geschlossen. Wegen der komplizierten Nachfolgeregelungen kann er erst nach dem Tod von Gian Gastone de’ Medici, dem letzten Großherzog von Toskana aus dem Hause Medici, am 9. Juli in Kraft treten. Herzog Franz III. Stephan von Lothringen folgt ihm als Großherzog. Dafür tritt er seine Stammlande Lothringen und Bar an Stanislaus I. Leszczyński ab, der dafür auf die Herrschaft in Polen-Litauen verzichtet. Nach seinem Tod sollen die Länder an Frankreich fallen. Kurfürst August von Sachsen wird als polnischer König bestätigt. Spanien erhält Neapel, Sizilien und die Insel Elba, tritt aber Parma und Piacenza an Kaiser Karl ab. Der Frieden von Wien wird allerdings erst im Folgejahr veröffentlicht.

#### Weitere Ereignisse in Europa

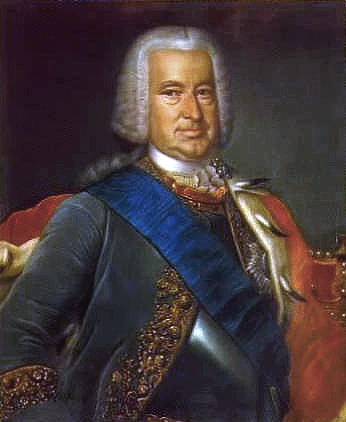
Ernst Johann von Biron

- Nach dem Tod von Ferdinand Kettler aus der Dynastie Kettler am 4. Mai wählt die kurländische Ritterschaft Ernst Johann von Biron zum neuen Herzog von Kurland. Obwohl er weiterhin am russischen Kaiserhof in Sankt Petersburg bleibt, wird die Wahl durch den polnischen König August III. als Lehnsherr anerkannt.
- 26. Oktober: Francesco III. d’Este wird nach dem Tod seines Vaters Rinaldo d’Este Herzog von Modena und Reggio. Nach dem Aussterben der Familie Gonzaga im Herzogtum Novellara erhält er deren Gebiete zugesprochen.
- Die Karolingische Transmigration, die Deportation protestantischer „Landler“ aus den österreichischen Kernlanden nach Siebenbürgen, endet vorläufig.

#### Spanisch-Portugiesischer Krieg

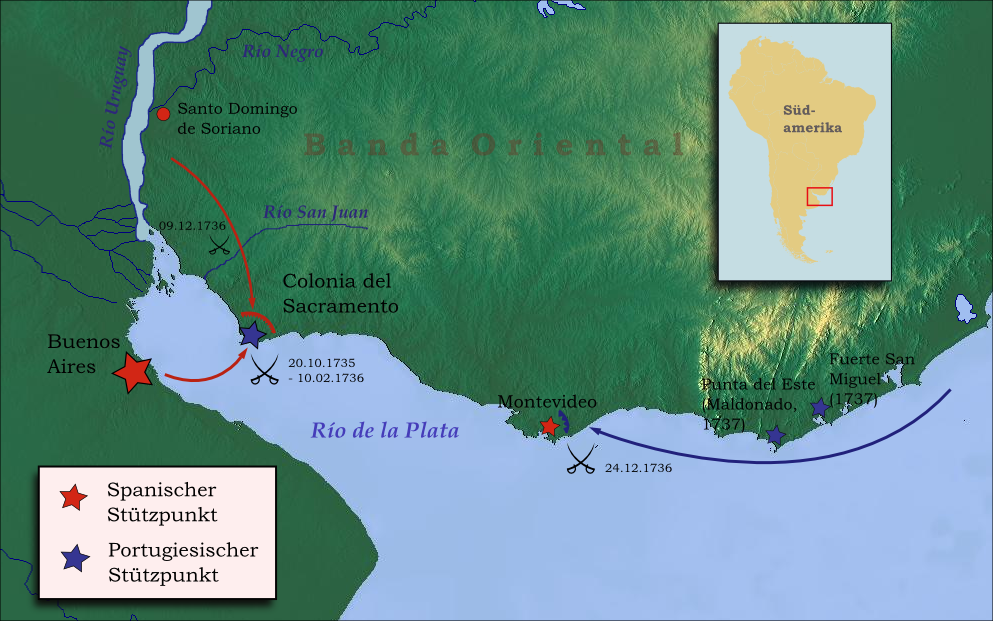
Karte des Kriegsschauplatzes 1735–1737

- 13. Januar: Die Portugiesen beenden die Belagerung von Montevideo und ziehen sich nach Brasilien zurück, nicht ohne zuvor bei Punta del Este, nördlich von Montevideo, einen Stützpunkt einzurichten. Aus diesem entwickelt sich später die Stadt Maldonado.
- 17. Februar: Der portugiesische General José da Silva Pais gründet das Fort Jesus Maria e José, aus dem sich die Stadt Rio Grande entwickeln wird. Spanien reagiert auf die vermehrte militärische Präsenz der Portugiesen mit eigenen Verstärkungen.
- 16. März: Der Vertrag von Paris zur Beendigung des nie erklärten Spanisch-Portugiesischen Krieges wird unterzeichnet. Die Kampfhandlungen in den Kolonien enden erst am 15. August.
- 15. Mai: Spanische Einheiten erscheinen erneut vor der portugiesischen Stadt Colonia del Sacramento.
- 27. Mai: Die Spanier erleiden in einem Seegefecht bei der Isla Martín García eine Niederlage.

#### Nordamerika
- Die Gründung des Ortes Richmond, Virginia, am James River erfolgt durch Oberst William Byrd II.

### Wirtschaft
- Der Lachsfangstreit zwischen Frankreich und der Eidgenossenschaft wird beigelegt.
- Die Fayence-Manufaktur Wrisbergholzen wird gegründet.

### Wissenschaft und Technik
- 17. September: Die schon Jahre zuvor gegründete Georg-August-Universität Göttingen wird durch Kurator Gerlach Adolph von Münchhausen offiziell eröffnet.
- Der erste Band von A Curious Herbal Containing Five Hundred Cuts, of the most useful Plants which are now used in the Practice of Physick mit Illustrationen von Elizabeth Blackwell erscheint und wird wegen der hohen Qualität der Zeichnungen und der Einbeziehung ausländischer und exotischer Pflanzen ein großer Erfolg.
- Die Frankfurter Patrizierin Anna Sybilla Schad von Mittelbieberach vermacht als letztes Mitglied der wohlhabenden Familie Schad mit ihrem Tod ihr Vermögen einer Stiftung, die Ausbildung und Studium junger Mitglieder der Gesellschaft Alten Limpurg fördern soll.

### Kultur
- 12. Januar: Die Uraufführung der Oper Arminio von Georg Friedrich Händel nach einer Vorlage von Antonio Salvi findet am Covent Garden Theatre in London statt. Die Hauptrollen singen Domenico Annibali, Anna Maria Strada, Gizziello und Francesca Bertolli. Dem Werk ist kein Erfolg beschieden.
- 6. Februar: Die Uraufführung der Tragikomödie Alessandro in Sidone von Giovanni Bononcini findet am Kleinen Hoftheater in Wien statt.
- 16. Februar: Georg Friedrich Händels Oper Giustino wird in der gleichen Besetzung wie Arminio am Covent Garden Theatre uraufgeführt. Die literarische Vorlage stammt von Nicolò Beregan und Pietro Pariati.
- 13. April: Das Pasticcio Didone abbandonata von Georg Friedrich Händel wird am Covent Garden Theatre uraufgeführt. Es handelt sich um eine Bearbeitung des ersten, gleichnamigen Opernlibrettos von Pietro Metastasio auf der Grundlage der Oper Leonardo Vincis. Händel kann die Aufführung nicht selbst leiten, weil er kurz zuvor einen Schlaganfall erlitten hat.
- 18. Mai: Berenice ist die dritte Oper Georg Friedrich Händels innerhalb eines halben Jahres, die am Covent Garden Theatre uraufgeführt wird. Auch diese Uraufführung kann er nicht selbst leiten und wie alle Werke dieser Spielzeit bleibt es ohne Erfolg.

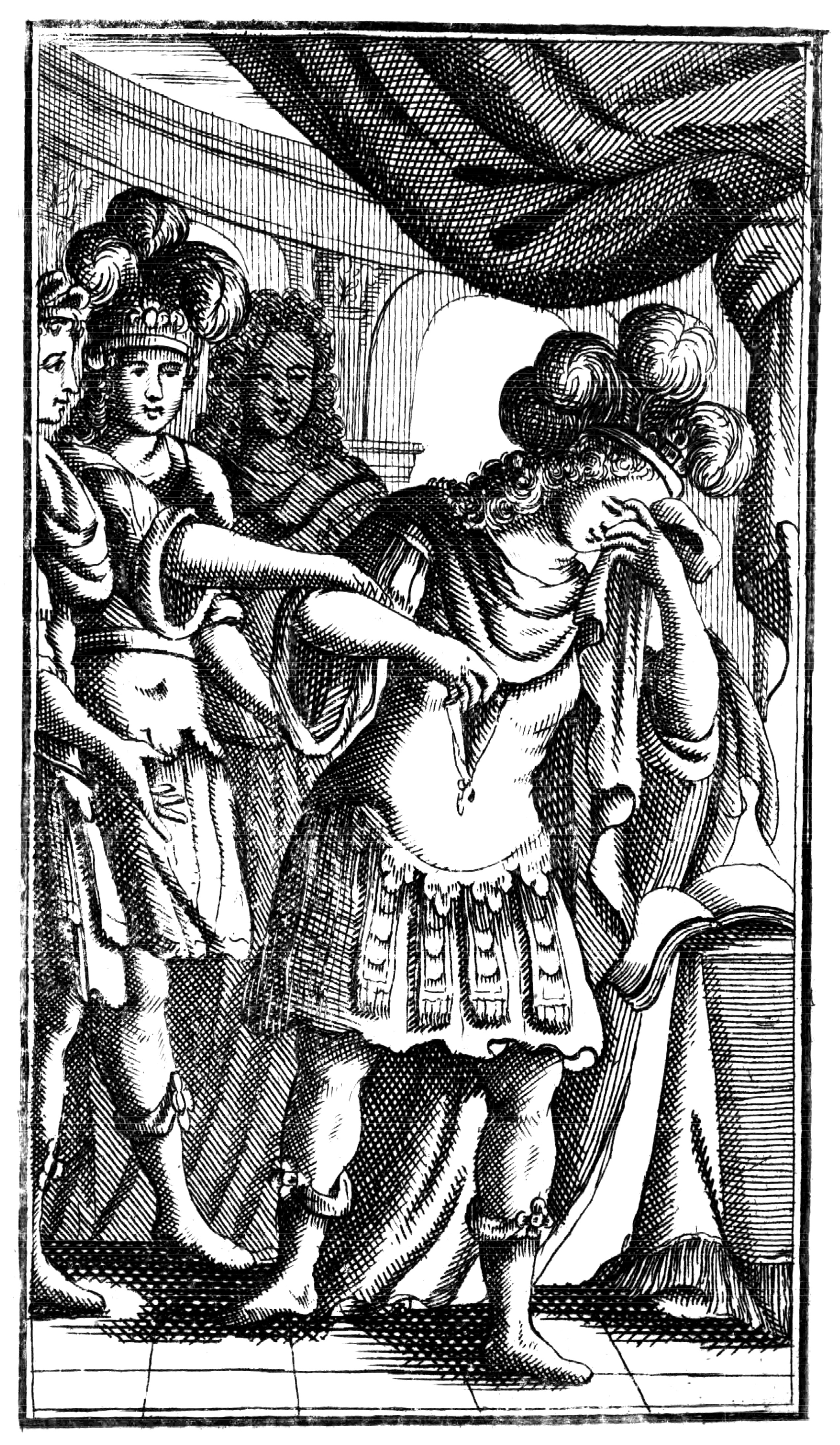
Bild aus dem Libretto, Musik von Antonio Vivaldi

- Mai: Am Teatro Filarmonico di Verona wird Antonio Vivaldis Oper Catone in Utica auf das Libretto von Pietro Metastasio uraufgeführt.
- 28. August: Giovanni Bononcinis Oper Zenobia auf das Libretto von Pietro Metastasio hat seine Uraufführung zur Feier des Geburtstags der Kaiserin Elisabeth an der Favorita in Wien.
- 12. Oktober: Die Oper Lucio Papirio dittatore von Ignaz Holzbauer wird uraufgeführt.
- 24. Oktober: Jean-Philippe Rameaus dritte Oper Castor et Pollux nach einem Libretto von Pierre-Joseph-Justin Bernard wird an der Académie Royale de Musique in Paris uraufgeführt. Das Werk ist ein voller Erfolg und heizt den Streit zwischen den Anhängern Rameaus und den konservativen Verfechtern der Musik Jean-Baptiste Lullys weiter an.
- 4. November: In Neapel wird mit der Aufführung von Domenico Sarros Achille in Sciro, einer Vertonung von Pietro Metastasios Libretto, das Teatro San Carlo, das zu diesem Zeitpunkt größte Opernhaus Europas, eröffnet. Der Komponist dirigiert das Werk aus diesem Anlass selbst.

### Religion
- Kurfürst Friedrich August II. von Sachsen verkündet per Erlass, dass die lutherischen Hofgottesdienste in Dresden fortan in der Sophienkirche stattzufinden haben. Um auch weiterhin die musikalische Gestaltung dieser Gottesdienste zu gewährleisten, bildet man aus dem bestehenden Knabenchor eine neue evangelische Gruppe, die zunächst aus sechs Sängern besteht. Die Evangelischen Kapellknaben werden von der evangelischen Hofkantorei geführt.
- Das Dominikanerinnenkloster Fremdingen wird gegründet.
- Die Mariae Vitae Ordensgemeinschaft in Vilnius wird gegründet.

## Historische Karten und Ansichten

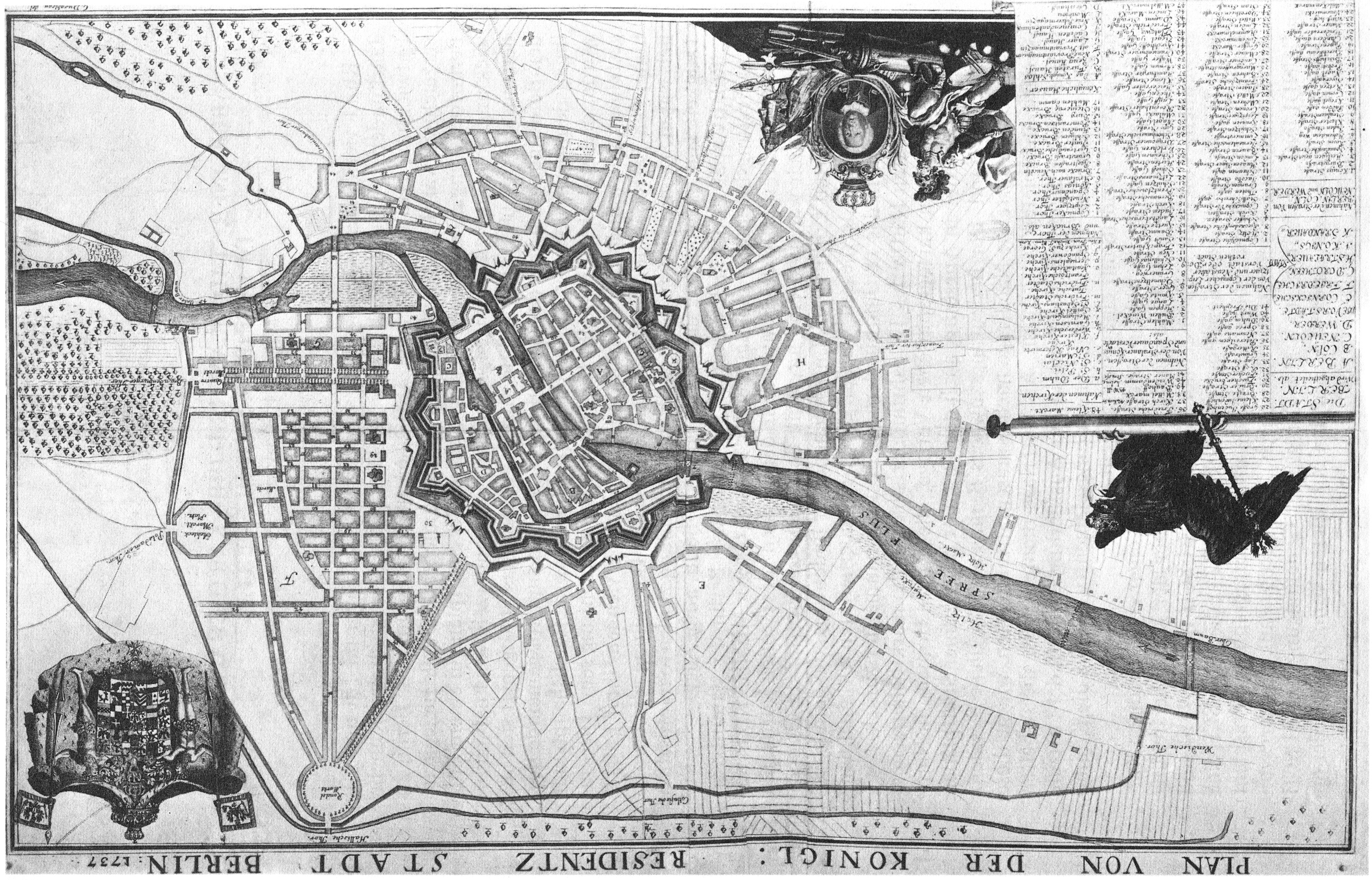
Plan Berlins von Abraham Guibert Dusableau (1737, Süden oben)

## Geboren

### Erstes Quartal
- 01. Januar: Herbert Mackworth, 1. Baronet, britischer Politiker, Industrieller und Adliger († 1791)
- 04. Januar: Louis Bernard Guyton de Morveau, französischer Chemiker und Politiker († 1816)
- 11. Januar: Joseph Anton Felix von Balthasar, Schweizer Politiker († 1810)
- 19. Januar: Jacques-Henri Bernardin de Saint-Pierre, französischer Schriftsteller († 1814)
- 19. Januar: Ferdinand Woldrzich von Ehrenfreund, böhmischer Jurist und Hochschullehrer († 1800)
- 23. Januar: John Hancock, US-amerikanischer Kaufmann und Präsident des Kontinentalkongresses († 1793)
- 24. Januar: Anna Christina Ehrenfried von Balthasar, deutsche Akademikerin († 1808)
- 05. Februar: Bak Ji-won, koreanischer Politiker und Ökonom († 1805)
- 05. Februar: Maria Elisabeth von Österreich, österreichische Prinzessin († 1740)
- 09. Februar: Thomas Paine, US-amerikanischer Publizist und Politiker († 1809)
- 02. März: Henry Wynkoop, US-amerikanischer Politiker († 1816)
- 03. März: Christoph Wilhelm Lüdeke, deutscher lutherischer Theologe († 1805)
- 06. März: David von Wyss der Ältere, Bürgermeister von Zürich († 1815)
- 07. März: William Heath, US-amerikanischer Landwirt, Soldat und Politiker († 1814)
- 09. März: Josef Mysliveček, böhmischer Komponist († 1781)
- 15. März: Amarindra, Königin von Siam († 1826)
- 18. März: Adalbert von Harstall, letzter Fürstbischof von Fulda († 1814)
- 20. März: Thong Duang bzw. Rama I. (Phra Phutthayotfa Chulalok), König von Siam und Begründer der Chakri-Dynastie († 1809)
- 27. März: Francesco Zannetti, italienischer Komponist († 1788)
- 28. März: Henri de Franquetot, duc de Coigny, französischer Höfling und General († 1821)

### Zweites Quartal
- 04. April: Franz Joseph von Wurmbrand-Stuppach, österreichischer Diplomat († 1806)
- 23. April: Josiah Martin, letzter britischer Kolonialgouverneur von North Carolina († 1786)
- 01. Mai: Elias Dayton, US-amerikanischer General und Politiker († 1807)
- 02. Mai: William Petty, 2. Earl of Shelburne, britischer Premierminister († 1805)
- 08. Mai: Edward Gibbon, britischer Historiker († 1794)
- 10. Mai: Franz Egon von Fürstenberg, Fürstbischof von Hildesheim und Paderborn († 1825)
- 14. Mai: George Macartney, 1. Earl Macartney, britischer Staatsmann, Kolonialbeamter und Diplomat irischer Herkunft († 1806)
- 18. Mai: Francesco Arcangeli, italienischer Mörder († 1768)
- 28. Mai: Ludwig Benjamin Martin Schmid, deutscher evangelischer Geistlicher und Hochschullehrer († 1793)
- 02. Juni: Suzanne Curchod, Pariser Salonière Schweizer Abstammung († 1794)
- 02. Juni: Ernst August II., Herzog von Sachsen-Weimar und Sachsen-Eisenach († 1758)
- 16. Juni Christian Friedrich von Arnstedt, deutscher Landrat und Gutsbesitzer († 1817)
- 20. Juni: Tokugawa Ieharu, Shōgun der Edo-Periode in Japan († 1786)
- 22. Juni: Johann Joseph Anton Huber, Augsburger Freskomaler und katholischer Direktor der Reichsstädtischen Kunstakademie († 1815)
- 25. Juni: Johann Ludwig Ferdinand Arnoldi, deutscher Pädagoge und evangelischer Theologe († 1783)
- 25. Juni: Francesco La Vega, spanischer Archäologe († 1804)
- 27. Juni: Christian Heinrich von Quitzow, preußischer Offizier († 1806)

### Drittes Quartal
- 15. Juli: Louise-Marie de Bourbon, französische Prinzessin und Karmelitin mit dem Ordensnamen Mère Thérèse de Saint-Augustin († 1787)
- 24. Juli: Alexander Dalrymple, schottischer Geograph († 1808)
- 05. August: Johann Friedrich Struensee, deutscher Arzt und Minister am dänischen Hof († 1772)
- 09. August: John Wentworth, britischer Kolonialgouverneur von New Hampshire und Nova Scotia († 1820)
- 11. August: Augusta von Hannover, Herzogin zu Braunschweig-Lüneburg sowie regierende Fürstin von Braunschweig-Wolfenbüttel († 1813)
- 14. August: Charles Hutton, englischer Mathematiker und Autor († 1823)
- 29. August: John Hunter, schottischer Kapitän, Australienpionier und Gouverneur von New South Wales († 1821)
- 02. September (getauft): Jacques-François de Corday d’Armont, französischer Adeliger, Veter von Charlotte Corday († 1798)
- 02. September: Maria Anna von Oeyen, Äbtissin im Zisterzienserkloster St. Ludwig, Dalheim († 1813)
- 09. September: Luigi Galvani, italienischer Arzt und Naturforscher († 1798)
- 12. September: Richard Bache, US-amerikanischer Politiker († 1811)
- 14. September: Michael Haydn, österreichischer Komponist († 1806)
- 15. September: Jakob Philipp Hackert, deutscher Maler († 1807)
- 15. September: Miklós Küzmics, slowenischer Priester und Übersetzer († 1804)
- 15. September: Gottlob Friedrich Ernst Schönborn, deutscher Diplomat in dänischen Diensten († 1817)
- 18. September: Pierre Eugène du Simitière, schweizerisch-US-amerikanischer Künstler und Philosoph († 1784)
- 19. September: Charles Carroll, US-amerikanischer Politiker und Unterzeichner der Unabhängigkeitserklärung der USA († 1832)
- 26. September (getauft): Johann Michael Stock, deutscher Maler und Kupferstecher († 1773)

### Viertes Quartal
- 02. Oktober: Francis Hopkinson, US-amerikanischer Politiker, Unterzeichner der Unabhängigkeitserklärung († 1791)
- 04. Oktober: Fanny de Beauharnais, französische Dichterin und Salonière († 1813)
- 05. Oktober: Alexei Grigorjewitsch Orlow, russischer Offizier und Palastrevolutionär († 1808)
- 06. Oktober: Fromet Mendelssohn, deutsche Haus- und Geschäftsfrau († 1812)
- 07. Oktober: Marie Catherine Brignole, regierende Fürstin von Monaco sowie Fürstin Condé († 1813)
- 08. Oktober: Sophie Caroline Marie von Braunschweig-Wolfenbüttel, Markgräfin von Brandenburg-Bayreuth († 1817)
- 17. Oktober (getauft): Jakob Bürgi, Schweizer Maler und Kunstverleger († 1795)
- 21. Oktober: Marie-Louise O’Murphy, französische Kurtisane und Mätresse Ludwigs XV. († 1814)
- 30. Oktober: Johann Christian von Quistorp, mecklenburgischer Jurist († 1795)
- 31. Oktober: James Lovell, US-amerikanischer Politiker, Steuereintreiber und Marineoffizier († 1814)
- 08. November: Joseph Bruny d’Entrecasteaux, französischer Seefahrer und Entdecker († 1793)
- 10. November: Metta von Oberg, deutsche Baronesse, Stiftsdame und Wegbegleiterin von Augusta Louise zu Stolberg-Stolberg († 1794)
- 20. November: Johann Jacob Ebert, deutscher Mathematiker, Dichter, Astronom, Journalist und Autor († 1805)
- 20. November: Georg David Matthieu, deutscher Porträtmaler und Kupferstecher († 1778)
- 01. Dezember: Johann Ludewig Hogrewe, deutscher Ingenieur und Kartograf († 1814)
- 01. Dezember: William Shepard, US-amerikanischer Offizier und Politiker († 1817)
- 04. Dezember: Christian Jacob von Zwierlein, deutscher Advokat und Prokurator am Reichskammergericht zu Wetzlar († 1793)
- 09. Dezember: Johann Ludwig von Eckardt, deutscher Rechtswissenschaftler († 1800)
- 11. Dezember: Georg Andreas Weise, deutscher lutherischer Theologe († 1792)
- 19. Dezember: Johann Nicolaus Anton, deutscher lutherischer Theologe († 1813)
- 24. Dezember: Silas Deane, Abgeordneter des amerikanischen Kontinentalkongresses und Diplomat der USA († 1789)
- 26. Dezember: Friedrich Josias von Sachsen-Coburg-Saalfeld, deutscher Reichsgeneralfeldmarschall († 1815)
- 27. Dezember: Joseph Pignatelli, spanischer Jesuit und Priester, Heiliger der katholischen Kirche († 1811)

### Genaues Geburtsdatum unbekannt
- Johannes Äbersold, Schweizer Ebenist († 1812)
- Frances Abington, englische Schauspielerin († 1815)
- Ahmad at-Tidschānī, algerischer sunnitischer Sufi-Ordensgründer († 1815)
- Carl Nicolaus Adler, deutscher Advokat und Bürgermeister von Stade († 1816)
- Anurut, König des laotischen Reiches von Luang Phrabang († 1819)
- George Benjamin von Arnold, deutscher Land- und Justizrat († 1806)
- André le Brun, französischer Bildhauer und Zeichner († 1811)
- Anne Couppier de Romans, comtesse de Meilly-Coulonge, französische Hofdame und Mätresse Ludwigs XV. († 1808)
- William Forsyth, britischer Gärtner und Botaniker († 1804)
- Gelelemend, Häuptling der Munsee († 1811)
- Marie-Geneviève Navarre, französische Malerin († 1795)
- Leven Powell, US-amerikanischer Politiker († 1810)
- Barry St. Leger, britischer Offizier († 1789)
- Thuken Lobsang Chökyi Nyima, tibetischer Historiker und Geistlicher der Gelugpa-Schule des tibetischen Buddhismus († 1802)

## Gestorben

### Januar bis April
- 01. Januar: Johann Bergmüller, deutscher Kistler, Tischler, Schreiner, Menuisier und Kunsthandwerker (* 1657)
- 01. Januar: Johann Georg Klemm, deutscher Verleger (* um 1666)
- 01. Januar: Pier Antonio Micheli, italienischer Botaniker (* 1679)
- 09. Januar: Johann Heinrich Dreyer, deutscher Kaufmann und Bürgermeister von Lübeck (* 1670)
- 21. Januar: Ignjat Đurđević, kroatischer Adeliger, Dichter und Übersetzer, Benediktinermönch und Astronom (* 1675)
- 24. Januar: Alexander Sigismund von der Pfalz, Fürstbischof von Augsburg (* 1663)
- 24. Januar: William Wake, Erzbischof von Canterbury (* 1657)
- 29. Januar: George Hamilton, 1. Earl of Orkney, britischer Feldmarschall (* 1666)
- 03. Februar: Tommaso Ceva, italienischer Jesuit, Mathematiker und Dichter (* 1648)
- 12. Februar: Benjamin Schmolck, schlesischer Kirchenlieddichter (* 1672)
- 14. Februar: Gotthard Gottschalk von Wickede, Jurist und Ratsherr der Hansestadt Lübeck (* 1684)
- 14. Februar: Charles Talbot, 1. Baron Talbot of Hensol, britischer Jurist und Politiker, Lordkanzler von Großbritannien (* 1685)
- 22. Februar: Sebastian Högger, Schweizer Offizier in schwedischen Diensten (* 1686)
- 07. März: Guido von Starhemberg, österreichischer Offizier, kaiserlicher Feldmarschall (* 1657)
- 07. März: Francesco Antonio Tullio, italienischer Librettist (* 1660)
- 12. März: Karl Alexander, Herzog von Württemberg, kaiserlicher und Reichsgeneralfeldmarschall (* 1684)
- 14. März: Pietro Morettini, Schweizer Baumeister (* 1660)
- 15. März: Edmunda Maria von Dietrichstein-Nikolsburg, Fürstin von Liechtenstein (* 1662)
- 18. März: Ferdinand von Plettenberg, kurkölnischer Premierminister, Obristkämmerer und Erbmarschall des Kurfürsten Clemens August von Bayern (* 1690)
- 19. März: Johann Konrad von Reinach-Hirtzbach, Fürstbischof von Basel (* 1657)
- 26. März: Johann Hagenbusch, deutscher Bibliothekar (* 1688)
- 27. März: Wachtang VI., georgischer König sowie Wissenschaftler und Dichter (* 1675)
- 29. März: Adam Winterhalder, deutscher Bildhauer (* um 1652)
- 02. April: Antonio Montanari, italienischer Komponist und Violinist (* 1676)
- 18. April: Abraham von Kreta, Katholikos von Etschmiadsin der Armenisch-Apostolischen Kirche und Chronist

### Mai bis August
- 01. Mai: Jean-Alphonse Turrettini, Schweizer reformierter Theologe (* 1671)
- 03. Mai: Abraham Patras, Generalgouverneur von Niederländisch-Indien (* 1671)
- 04. Mai: Maria Sophia Bawyr von Frankenberg, Äbtissin in St. Cäcilien zu Köln (* 1667)
- 04. Mai: Ferdinand Kettler, Herzog von Kurland (* 1655)
- 06. Mai: Barbara FitzRoy, uneheliche Tochter des englischen Königs Karl II. (* 1672)
- 10. Mai: Nakamikado, Tennō von Japan (* 1702)
- 04. Juni: François Lemoyne, französischer Maler (* 1688)
- 06. Juni: Pierre-Joseph Garidel, französischer Arzt und Botaniker (* 1658)
- 22. Juni: Johann Georg Achbauer der Jüngere, böhmischer Baumeister (* 1680)
- 30. Juni: Johann Ortwin Westenberg, deutscher Rechtswissenschaftler (* 1667)
- 06. Juli: Pietro Torri, italienischer Komponist (* um 1650)
- 09. Juli: Gian Gastone de’ Medici, letzter toskanischer Großherzog aus dem Hause der Medici (* 1671)
- 15. Juli: Christoph Heinrich von Berger, deutscher Jurist (* 1687)
- 16. Juli: François-Louis de Pesmes de Saint-Saphorin, Schweizer Diplomat und Militär (* 1668)
- 04. August: Rudolf Anton von Alvensleben, hannoverscher Minister (* 1688)
- 10. August: Antonio Cristofori, italienischer Maler und Musiker (* 1701)
- 11. August: Joan Raye, Herr von Breukelerwaard, Kapitän zur See bei der Admiralität von Amsterdam und Generalgouverneur in Suriname (* 1698)
- 23. August: Sophie Christiane von Wolfstein, Markgräfin von Brandenburg-Kulmbach (* 1667)

### September bis Dezember
- 02. September: Fabian von Wrangel, kaiserlich-habsburgischer Feldmarschall (* 1651)
- 17. September: Arthur Middleton, britischer Gouverneur von South Carolina (* 1681)
- 22. September: Francesco Mancini, neapolitanischer Kapellmeister und Komponist (* 1672)
- 03. Oktober: Adolf von Dalberg, Fürstabt von Fulda (* 1678)
- 13. Oktober: Johann Daniel Preissler, Nürnberger Maler böhmischer Abstammung (* 1666)
- 15. Oktober: Matteo Sassano, gen. Matteuccio, italienischer Kastrat und Opernsänger (* 1667)
- 20. Oktober: Caspar Neumann, deutscher Chemiker und Apotheker (* 1683)
- 22. Oktober: Rinaldo d’Este, Herzog von Modena und Reggio sowie Mirandola, Kardinal (* 1655)
- 05. November: Juan Guillermo Riperdá, spanischer Abenteurer und Minister (* 1680)
- 07. November Johann Rudolf Victor von Pretlack, deutscher General der Kavallerie und Generalfeldmarschall-Lieutenant (* 1668)
- 22. November: Thomas Broughton, britischer Gouverneur der Province of South Carolina (* um 1668)
- 01. Dezember: Caroline von Brandenburg-Ansbach, Königin von Großbritannien und Irland und Kurfürstin von Hannover (* 1683)
- 01. Dezember: Louis-Alexandre de Bourbon, Graf von Toulouse, unehelicher Sohn Ludwigs XIV. (* 1678)
- 07. Dezember: Johann Caspar Brenzinger, deutscher Maler und Ratsherr der Stadt Freiburg (* um 1651)
- 11. Dezember: Nicolas Vleughels, französischer Maler (* 1668)
- 13. Dezember: Tobias Eckhard, deutscher Pädagoge, evangelischer Theologe und Philologe (* 1662)

Antonio Stradivari

- 18. Dezember: Antonio Stradivari, italienischer Geigenbaumeister (* um 1644)
- 19. Dezember: Jakob Louis Heinrich Sobieski, Kronprinz von Polen-Litauen (* 1667)
- 21. Dezember: Alessandro Galilei, italienischer Architekt (* 1691)
- 22. Dezember: Luca Antonio Colomba, Schweizer Maler (* 1674)
- 27. Dezember: Victor-Marie d’Estrées, Marschall, Vizeadmiral und Pair von Frankreich (* 1660)

### Genaues Todesdatum unbekannt
- Jacob Gole, niederländischer Zeichner, Kupferstecher und Verleger (* 1660)
- Elizabeth Hanson, neuenglische Quäkerin, die von einem Indianerstamm gefangen genommen wurde (* 1684)
- Philipp Karl von Hundheim, kaiserlicher Obrist sowie Oberamtmann, Geheimer Rat und Kämmerer der Kurpfalz (* vor 1675)
- Iwan Kirillowitsch Kirilow, russischer Geograph und Kartograph (* 1689)
- Lobsang Yeshe, 5. Penchen Lama der Gelug-Tradition des tibetischen Buddhismus (* 1663)
- David Petersen, deutscher Violinist und Komponist (* um 1650)
- Bernhard Vogel, deutscher Kupferstecher (* 1683)